# Villa di Faragola
La villa di Faràgola è una villa romana tardo antica presente nel territorio di Ascoli Satriano in provincia di Foggia.

## Storia

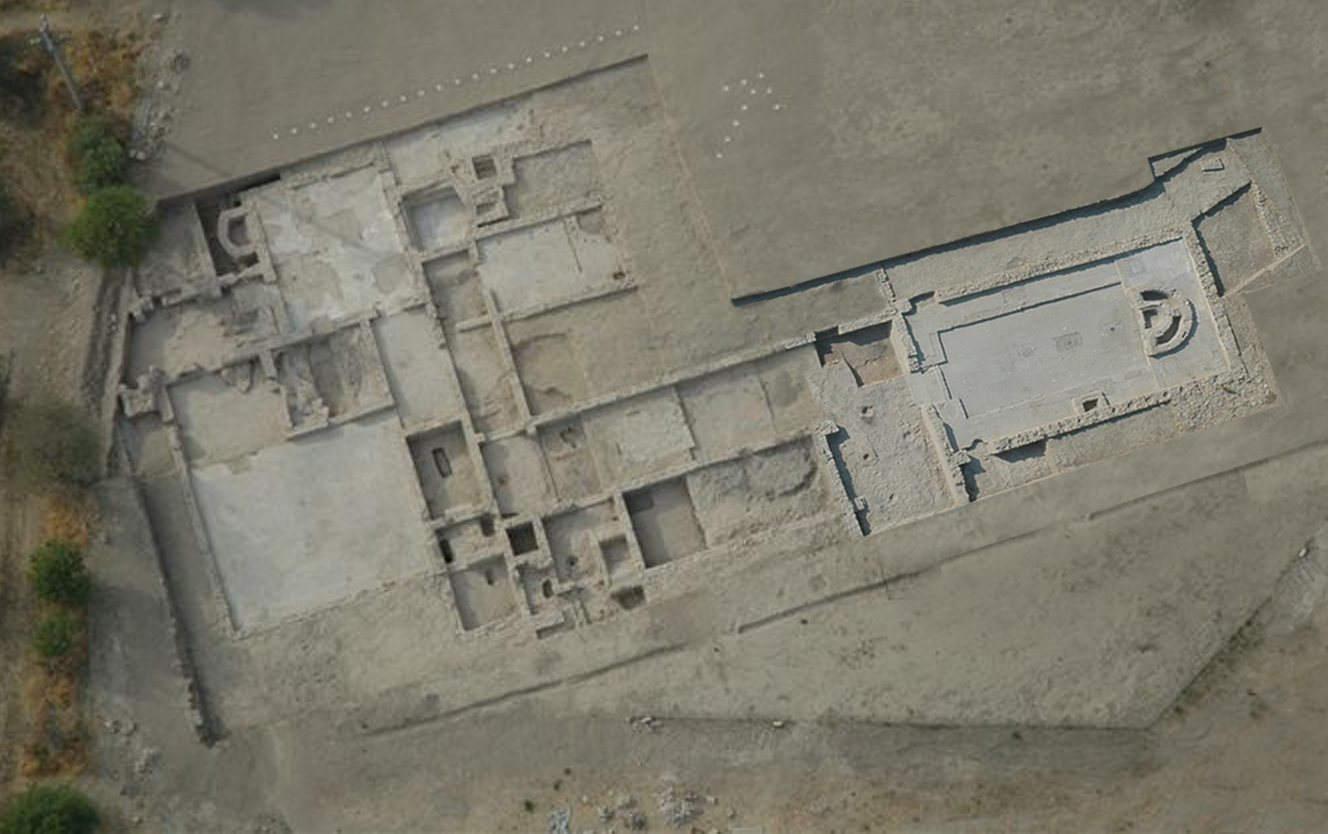
Veduta aerea dell’area archeologica di Faragola nel corso degli scavi (2006).

La villa, che conobbe la fase di massima espansione tra il IV e il VI secolo, occupa un'area molto estesa presso il fiume Carapelle, distante 9 km da Herdonia (presso Ordona) e 5 km da Ausculum (Ascoli Satriano), lungo il percorso della via Aurelia Aeclanensis (che collegava Herdonia ad Aeclanum, mettendo in comunicazione la via Appia e la via Traiana).
La villa, forse appartenente alla famiglia senatoria degli Scipioni Orfiti, era sorta sui resti di un insediamento daunio del IV-III secolo a.C. (con tracce risalenti ai secoli precedenti), di una villa di epoca romana (I-III secolo d.C.). La villa tardoantica ebbe due fasi principali: una relativa al III-IV secolo, caratterizzata da una pianta legata alla tradizione delle ville romane classiche, con un grande peristilio e un atrio, con numerosi vani disposti intorno; l'altra, databile al V-VI secolo, profondamente modificata, pur riutilizzando in parte vani e spazi della villa precedente, con grandi terme, una spettacolare sala da pranzo estiva (cenatio), numerosi ambienti di servizio e uno sviluppo in altezza, con ambienti residenziali posti al piano superiore, secondo un modello tipico della tarda antichità.
Il sito venne quindi occupato da un villaggio altomedievale (VII-VIII secolo), probabilmente identificabile con una curtis longobarda.
L'area, acquisita nel 1997 dal comune di Ascoli Satriano, è stata oggetto di scavi archeologici sistematici da parte dell'Università di Foggia a partire dal 2003,. sotto la direzione di Giuliano Volpe e Maria Turchiano. Nel 2009 il sito è stato parzialmente aperto al pubblico (parco archeologico di Faragola), con la musealizzazione della sala dal pranzo estiva (cenatio). Negli anni successivi la sistemazione museale ha riguardato anche le terme e alcuni ambienti di servizio.
Nella notte tra il 6 e il 7 settembre 2017 un incendio doloso ha distrutto l'intera copertura danneggiando buona parte delle strutture della villa e delle sue decorazioni. I colpevoli non sono stati individuati.

## Descrizione
Della villa tardoantica sono stati rimessi in luce in particolare il grande settore termale e una lussuosa sala da pranzo (cenatio), oltre a vari ambienti di servizio, magazzini, cucine e anche una fornace per la produzione di laterizi.

### La villa del III-IV secolo
Il primo impianto della villa è stato individuato solo in parte. I resti finora evidenziati dimostrano che la villa aveva sicuramente grandi dimensioni ed era caratterizzata da notevole lusso: si tratta di un nucleo residenziale, posto nella stessa area in cui successivamente verrà edificata la grande cenatio, di un grande peristilio porticato e, forse, dell’originario impianto termale ubicato a Sud-Ovest. Il peristilio si presenta di forma quadrangolare, circondato su quattro lati da un portico probabilmente scandito da pilastri e, con un cortile centrale scoperto (Amb. 100). Le ali settentrionale, orientale e occidentale si presentano uguali dal punto di vista dimensionale (lungh. m 35 ca. e largh. m 5 ca.), mentre l’ala meridionale si contraddistingue per una superficie leggermente inferiore (lungh. m 25 ca. e largh. m 3 ca.). L’estensione complessiva (1225 m2 ca.) permette di collocare il peristilio della residenza ascolana nel gruppo di ville di maggiori dimensioni a cui appartengono, ad esempio, le ville di piazza Armerina e Patti Marina.
Lungo il braccio occidentale del peristilio sono stati indagati una serie di ambienti (Amb. 97, 98, 99), verosimilmente preesistenti, inglobati e ristrutturati contestualmente alla realizzazione del monumentale giardino. Tali interventi sono leggibili nel rialzamento dei livelli di calpestio e nello spostamento dell’accesso ai vani sul fronte orientale, con una apertura diretta sul portico. La mancata conservazione dei piani pavimentali, dei rivestimenti parietali e delle stratigrafie pertinenti alle fasi di frequentazione, impedisce di cogliere la destinazione funzionale di tali vani, probabilmente interpretabili come sale da pranzo e aule di rappresentanza.
Gli interventi di profonda ristrutturazione effettuati nel pieno V secolo, con la sovrapposizione delle nuove monumentali strutture di questa fase (in particolare la cenatio), la demolizione sistematica, la rasatura dei muri del settore occidentale del peristilio e degli ambienti gravitanti sul lato orientale del portico e l’asportazione dei rivestimenti, impediscono di ricostruire, se non nelle grandi linee, l’articolazione planimetrica generale della villa di III-IV secolo. Oltre al nucleo del peristilio sono stati individuati un atrio (Amb. 66), circondato da un portico (Amb. 61, 64, 65) e da una serie di ambienti (Amb. 67, 68, 69, 70) la cui destinazione funzionale è ancora ipotetica (cubicula, ambienti di servizio, vani riscaldati) e alcuni vani delle terme (Amb. 14, 18, 25, 19, 20, 21, 22, 23, 31) riutilizzati nelle grandi terme del V-VI secolo.
Molte di queste strutture furono abbandonate intorno alla seconda metà del IV secolo d.C., mentre altre, come ad esempio le terme e il corridoio orientale del grande peristilio, furono inglobate dalla nuova costruzione. Non sappiamo se tali significativi cambiamenti siano stati determinati dai danni provocati dai terremoti che colpirono la Daunia con epicentro in Irpinia, il più grave dei quali, quello del 346 d.C., danneggiò numerosi edifici pubblici e privati nella vicina città di Herdonia, oppure se siano stati legati ad un cambio di proprietà e/o, più semplicemente, alle scelte di un dominus facoltoso e desideroso di attribuire una veste ancor più monumentale e ‘à la page’ alla propria residenza rurale.

### La villa tardoantica del V-VI secolo
La villa fu interessata da notevoli interventi edilizi nel V secolo, quando, in particolare, fu costruita una lussuosa sala da pranzo, le terme conobbero un notevole ampliamento e abbellimento, acquisendo la fisionomia di un doppio impianto termale e furono realizzati vari ambienti di servizio e magazzini.
La pianta risulta attribuibile al tipo della villa a padiglioni, con una distribuzione orizzontale degli spazi, non priva di anomalie se rapportata ai modelli classici, forse per effetto della stratificazione delle fasi edilizie. Secondo una tendenza propria dell’edilizia tardoantica, che si caratterizza per una predilezione per lo sviluppo verticale, analogamente ai casi di San Giovanni di Ruoti e di Quote S. Francesco, anche la villa di Faragola era dotata di un piano superiore, come confermano alcune scale e i sistemi di sostruzione, anche se non è possibile ricostruirne l’aspetto.

#### Le terme
La centralità delle terme nell’articolazione planimetrica della residenza tardoantica è leggibile anche nella volontà di creare un collegamento tra la sala da pranzo e il balneum, attraverso un lungo corridoio, concepito come un vero e proprio percorso ufficiale (Amb. 5/26). L’ampio e articolato complesso, con un nucleo originario forse già risalente al I-II secolo d.C., fu oggetto di successive ristrutturazioni, ampliamenti e modifiche nel corso del III, IV e V secolo d.C. Le terme di Faragola, sia pur parzialmente indagate, rappresentano uno dei più grandi complessi termali privati finora individuati in Italia. L’impianto sinora esposto, esteso su una superficie di oltre 1000 m2, si compone di due corpi di fabbrica contigui, contraddistinti da accessi indipendenti e da caratteri edilizi e dimensionali differenti e forse connotati da diverse tipologie di fruitori o da una frequenza d’uso diversificata. Il piccolo balneum, ubicato a Nord-Ovest del grande complesso termale (Amb. 27, 28, 32, 40, 41, 43, 44), sembrerebbe essere stato costruito in una fase posteriore e dotato prevalentemente di ambienti riscaldati concepiti in alternativa o in sostituzione dei caldaria e tepidaria originari, forse poco frequentati per problemi tecnici o per le dimensioni notevoli e probabilmente non più utilizzati o solo parzialmente usati quando fu edificato il secondo impianto termale.
Tipologie architettoniche peculiari e alto livello degli apparati decorativi pavimentali e parietali consentono di accostare il complesso termale della villa di Faragola ai balnea delle più lussuose residenze aristocratiche tardoantiche, sebbene la planimetria generale del complesso appaia discostarsi dai modelli canonici. Colpiscono le dimensioni di alcuni ambienti, quali un vano (Amb. 3) grande m2 100 ca., caratterizzato da versatilità funzionale, destinato ad area per gli incontri, stanza per l’intrattenimento, i massaggi e forse per limitati esercizi ginnici, decorato con raffinato rivestimento musivo policromo con un ampio repertorio di motivi geometrici inseriti all’interno di una articolata composizione, o il grande frigidarium (Amb. 19) dotato di due vasche (Amb. 20, 23) e di una natatio (Amb. 31), con volte ornate con tessere musive policrome in pasta vitrea e decorazioni parietali verosimilmente realizzate in opus sectile con zoccolo in marmo cipollino, e una pavimentazione in lastre lisce di marmo bianco con emblema centrale. Mosaici, rivestimenti parietali in crustae marmoree e stucco con cornici a palmette e ovoli, connotano anche i due tepidaria indagati (Amb. 18, 25), mentre le superfici pavimentali del lungo caldarium rettangolare tripartito da pilastrini aggettanti (Amb. 21, 22, 23) e delle due sudationes (Amb. 24-27) sono realizzate con l’impiego di lastre marmoree in breccia di colore rosato. L’uso differenziato di marmi bianchi e del cipollino per gli ambienti freddi e la messa in opera di litologie dai colori rosati nei vani caldi, tradisce una combinazione cromatica studiata in relazione alla destinazione funzionale delle architetture, parallelamente ad una omogeneità modulare e compositiva, riscontrabile in tutti gli ambienti del complesso termale, che rinvia all’utilizzo di marmi di primo impiego, forse commissionati appositamente per la decorazione dell’edificio, a differenza di quanto riscontrato nella cenatio.
Non si conservano tracce dell’originario apparato decorativo scultoreo, ad eccezione di una scultura in marmo raffigurante un bambino cacciatore, con le sembianze di un satirisco, databile al II secolo d.C., ed esposta forse in uno dei vani del complesso come pregevole oggetto d’arte di reimpiego. La statua è stata rinvenuta tra le stratigrafie di crollo della pavimentazione del caldarium del piccolo impianto termale, ma è probabile che originariamente fosse destinata alla decorazione della natatio (Amb. 31)

I mosaici della grande sala delle terme (cd. palestra)
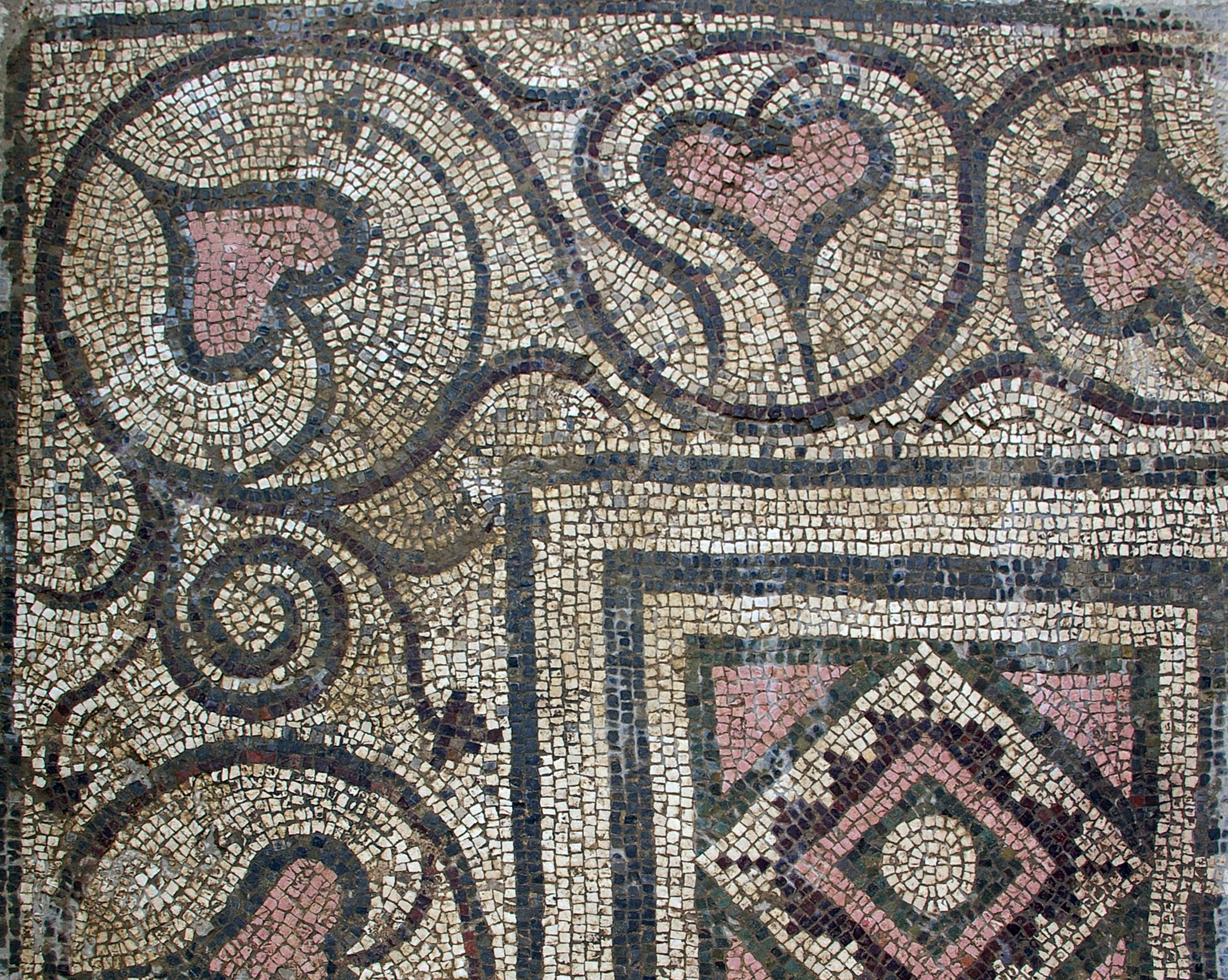
I mosaici della grande sala delle terme (cd. palestra)
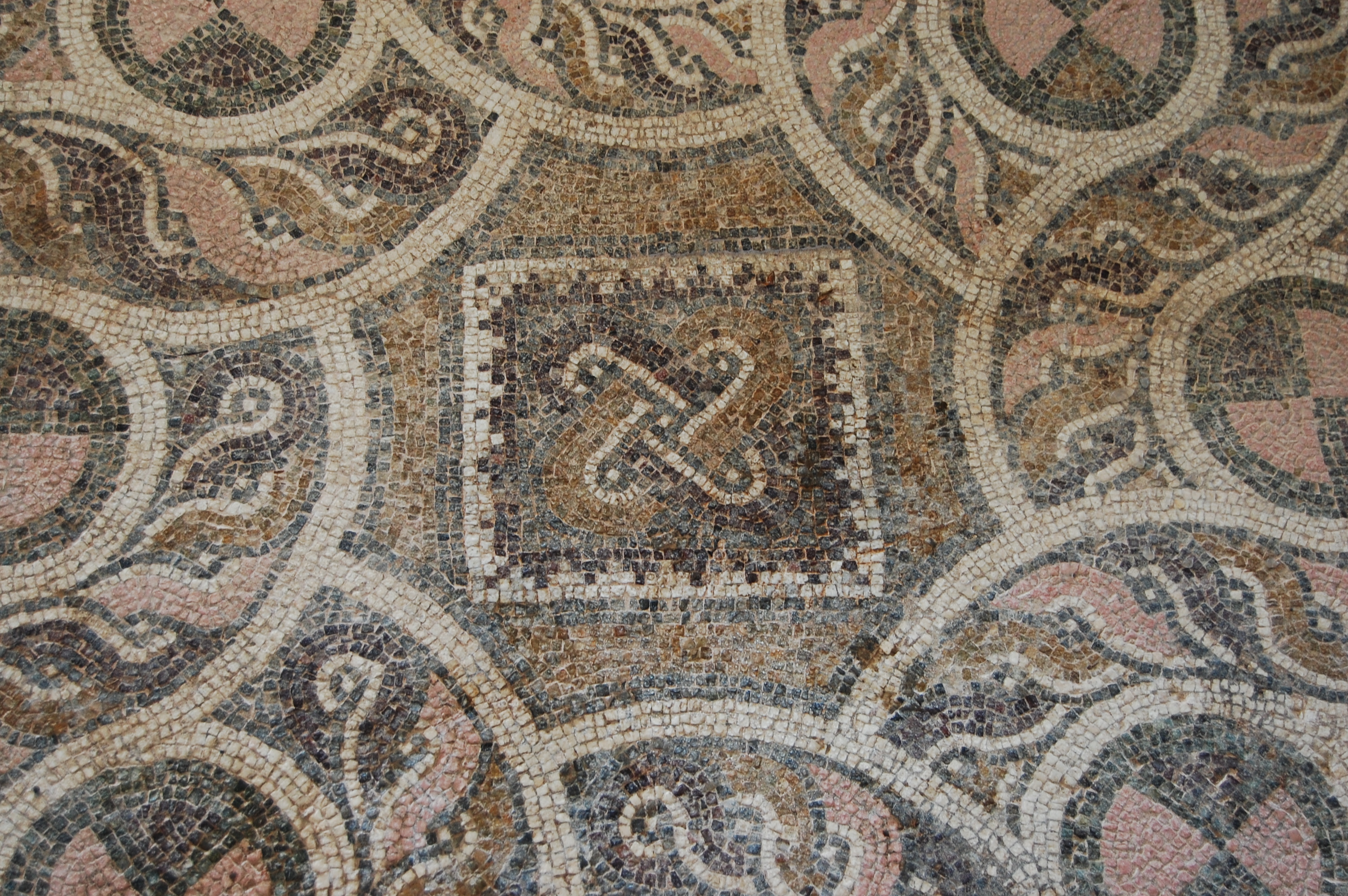
I mosaici della grande sala delle terme (cd. palestra)
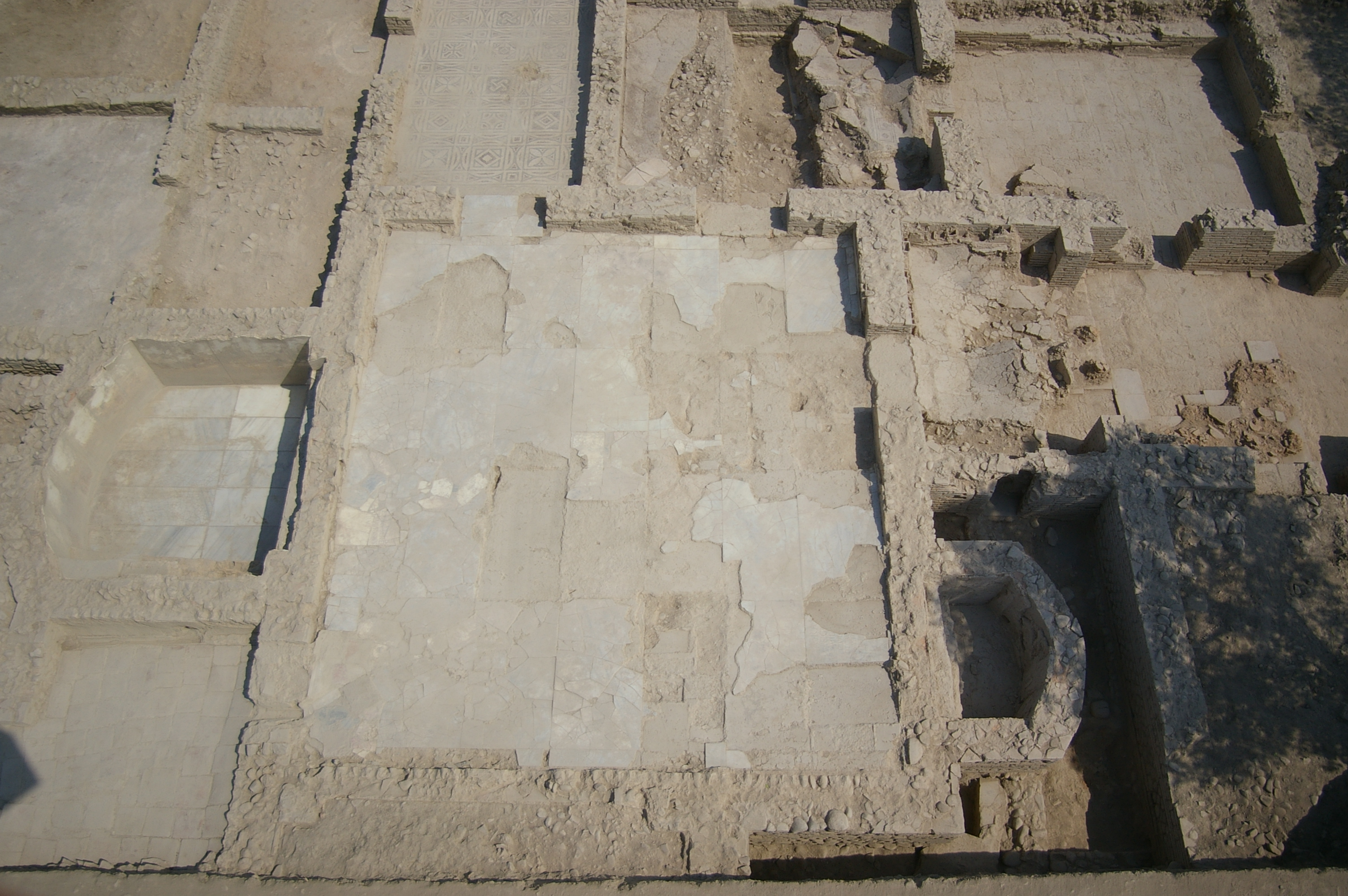
Il frigidarium delle terme

#### La cenatio
La cenatio, con il suo ricco apparato decorativo parietale e pavimentale, fornisce senza dubbio le indicazioni più chiare sul progetto architettonico, decorativo e ideologico posto alla base dell’intervento edilizio promosso dal dominus, pienamente integrato nelle forme di vita e nelle manifestazioni tipiche della classe aristocratica tardoantica cui apparteneva e finalizzato ad esaltare il banchetto come momento centrale nelle pratiche aristocratiche.
Nella sua prima fase, databile agli inizi del V sec., la cenatio presentava una pavimentazione musiva simile a quella delle terme, mentre l’imponente ristrutturazione, consistente nella costruzione del divano per il banchetto e nella ripavimentazione, è collocabile intorno alla metà del secolo.
La cenatio esprime, tradotta in pietra, l’adesione culturale e ideologica del dominus al sistema sociale tardoantico, come emerge dalla concezione gerarchica della grande sala (m2 128,50), dall’articolazione su tre differenti livelli pavimentali, dalla accentuata verticalità in corrispondenza dello stibadium, dalla presenza di percorsi cerimoniali sottolineati dai tre ingressi, uno centrale, ‘ufficiale’, sormontato da un grande arco in mattoni, ad uso del proprietario e dei suoi ospiti, e due laterali, minori e di servizio, verosimilmente utilizzati dagli inservienti. Il ricco apparato decorativo, l’evidente ricerca di effetti scenografici dal forte impatto, lo spiccato gioco cromatico dei rivestimenti, la studiata collocazione degli elementi d’arredo e la definizione di percorsi e spazi riservati a varie funzioni e a diversi frequentatori, e, non ultima, l’integrazione tra la struttura architettonica e il paesaggio circostante, fanno della cenatio di Faragola uno dei migliori e più eloquenti documenti materiali del ruolo svolto nelle ricche dimore dai riti conviviali nel quadro dell’ideologia aristocratica tardoantica..
Le esigenze sociali e di rappresentanza del dominus sembrano ‘modellare’ non solo l’organizzazione architettonica ma anche l’apparato decorativo: se i raffinati rivestimenti dello stibadium sottolineano l’importanza di questo dispositivo quale elemento di maggior spicco all’interno della sala da pranzo, la studiata collocazione dei pannelli in opus sectile vitreo e marmoreo, inseriti quali emblemata sull’asse centrale dell’ambiente, è strettamente legata al punto di vista dei commensali sistemati sul letto semicircolare. Il pavimento, composto da lastre marmoree prevalentemente di reimpiego (forse recuperate dai vani abbandonati delle villa precedente), è organizzato in maniera da suggerire la specializzazione dei vari spazi della cenatio, con una maggiore regolarità nella porzione centrale ed una significativa assenza di decorazione nel settore prossimo all’ingresso, dove la presenza di lastre in marmo bianco sembra legata alla necessità di uno spazio destinato ad accogliere giochi e spettacoli ben visibili dalla posizione frontale degli ospiti. La posizione differente dei due tappeti quadrangolari con specchiature in giallo antico e pavonazzetto inquadrate da cornici in serpentino, collocati specularmente ai lati dello stibadium, oltre a sottolineare l’accesso al settore più importante della sala, sembra indicare un preciso percorso all’interno della sala in relazione al complesso cerimoniale tardoantico.
Completano il quadro complesso decorativo originale e ricercato anche nella qualità redazionale i pannelli in opus sectile vitreo e marmoreo, estremamente rari e attestati solo in edifici particolarmente lussuosi.
La sala da pranzo doveva avere, mediante grandi aperture sui lati lunghi con l’utilizzo di colonne o di pilastri, un contatto visivo diretto con il paesaggio circostante, evidenziando una volontà di ‘sfondare’ le pareti e di fare della cenatio una sorta di lussuoso gazebo per banchetti in campagna. Efficaci dovevano essere i giochi di luce naturale (in particolare al tramonto, quando il sole calante inondava di luce lo stibadium) e artificiale, come dimostra il ritrovamento di lampade vitree.
Altro elemento caratterizzante era l’acqua. La parte centrale della sala da pranzo, posta ad una quota più bassa rispetto alle ali laterali e chiusa su tutti i lati, si ricopriva di un velo di acqua, trasformandosi in una sorta di laghetto artificiale, grazie ad un effetto assai scenografico: una cascatella che sgorgava dallo stesso stibadium, la cui vasca sottostante la mensa marmorea si riempiva d’acqua per mezzo di un complesso sistema di adduzione. In tal modo l’acqua corrente non solo rinfrescava l’ambiente nelle calde giornate estive, ma enfatizzava anche l’effetto cromatico dei pannelli in opus sectile e delle lastre marmoree, rendendo lo spazio assai scenografico. L’acqua fuoriusciva dal vano, trasformato in una sorta di ninfeo, verso l’esterno tramite un pozzetto di scarico nel pavimento e un canale di scolo in muratura, probabilmente a vista, che attraversava il portico dirigendosi verso valle, dando vita a una sorta di ‘ruscello’, e confluiva in un pozzo. Si tratta di espedienti di un uso ‘architettonico’ dell’acqua proprio di tali strutture per banchetto, come nei celebri casi del ninfeo imperiale di Punta Epitaffio a Baia, o delle note descrizioni dello stibadium della villa di Plinio e della cenatiuncula della villa di Avitacum di Sidonio Apollinare, o, ancora, del monumentale stibadium del Canopo di villa Adriana a Tivoli, in particolare del giardino-cenatio, il cosiddetto ‘ninfeo-stadio’, o della cenatio della villa spagnola di El Ruedo, della “fontana” Utere Felix di Cartagine, o, infine, della villa del Casale di Piazza Armerina.
In particolare in quest’ultimo caso si riscontrano alcune interessanti analogie, nonostante le evidenti diversità planimetriche, dimensionali e strutturali, tra la cenatio di Faragola e il cd. portico ovoidale-xystus antistante la sala tricora, un complesso ora assegnato, in maniera convincente, ad una fase costruttiva collocabile tra tardo IV e V secolo. In particolare gli scavi recenti hanno dimostrato che lo spazio centrale, scoperto e delimitato da muretti, e pavimentato significativamente con un mosaico con un motivo ad onda, era destinato ad essere coperto dall’acqua. Giustamente si è pensato, in analogia con il caso di Faragola, che, in occasione dei banchetti organizzati nella sala triabsidata, questo ‘laghetto’ realizzato al centro del portico ovoidale potesse garantire refrigerio e giochi di luce e riflessi. Gli ospiti dovevano, dunque, godere uno spettacolo davvero straordinario, con effetti scenografici molto simili a quelli descritti da Sidonio Apollinare grazie alla visione del lago dalla cenatio estiva della sua villa. Non si può escludere, inoltre, che lo stesso portico ovoidale fungesse da cenatio estiva, grazie alla possibile sistemazione di uno stibadium in legno all’interno dell’abside, in particolari occasioni di banchetti riservati ad un numero più ristretto e selezionato di convitati, ai quali, grazie ad un complesso sistema di rubinetterie, pompe, tubature e fontane, era riservato uno spettacolo molto suggestivo, simile a quello prodotto da un banchetto allestito al bordo di un laghetto.

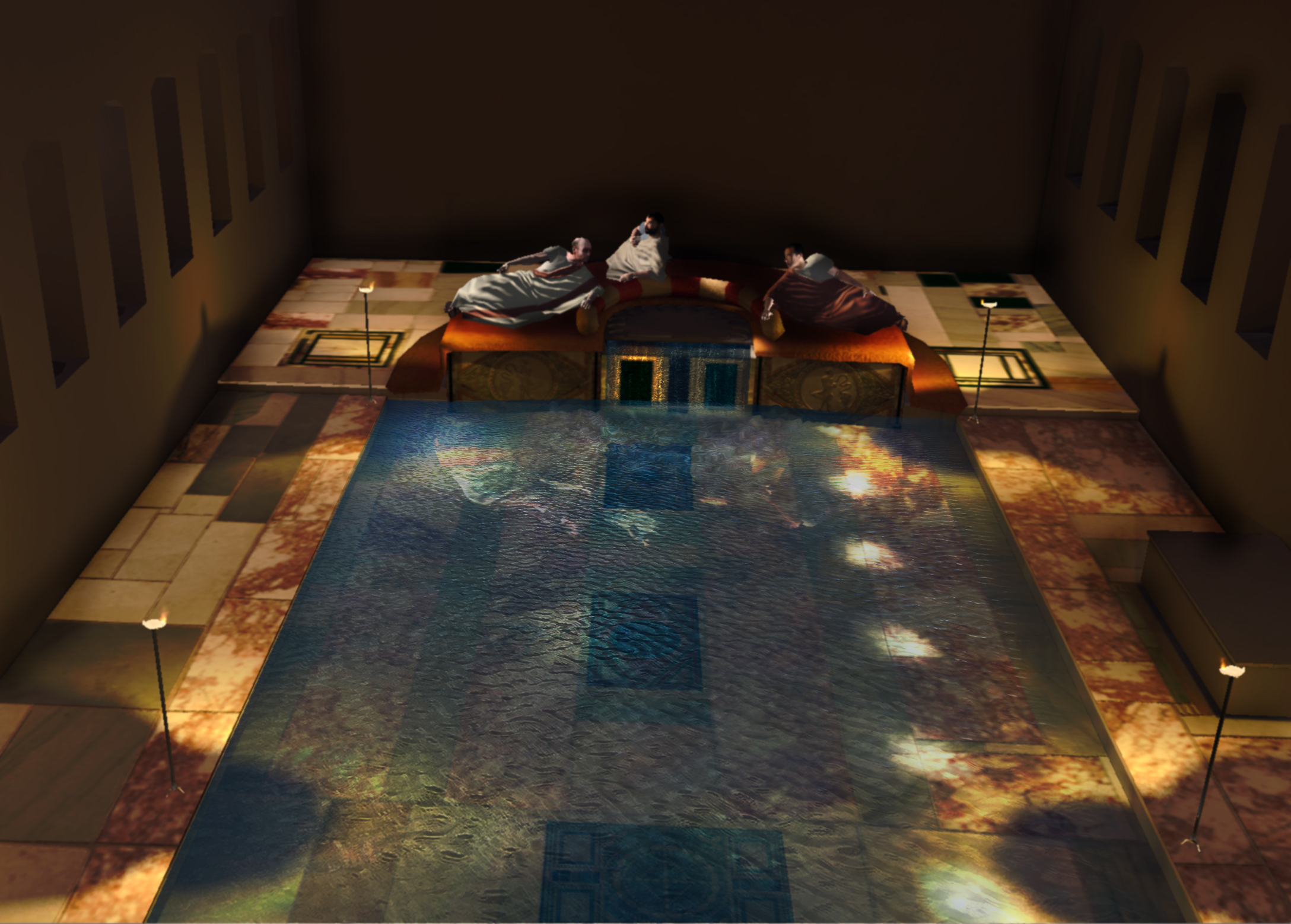
Ricostruzione 3d della cenatio nel V secolo
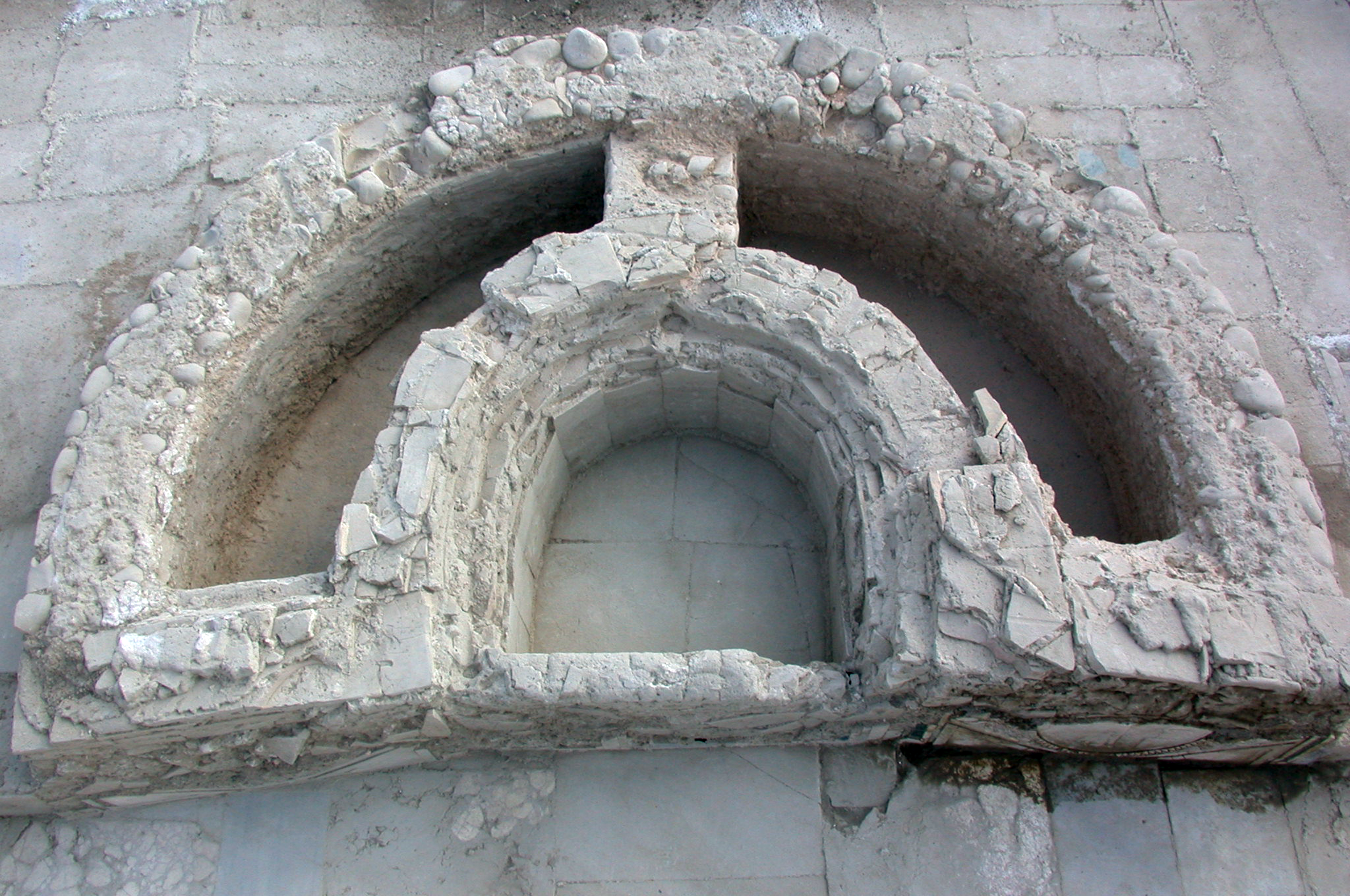
Lo stibadium visto dall’alto, con al centro la vasca per l’acqua
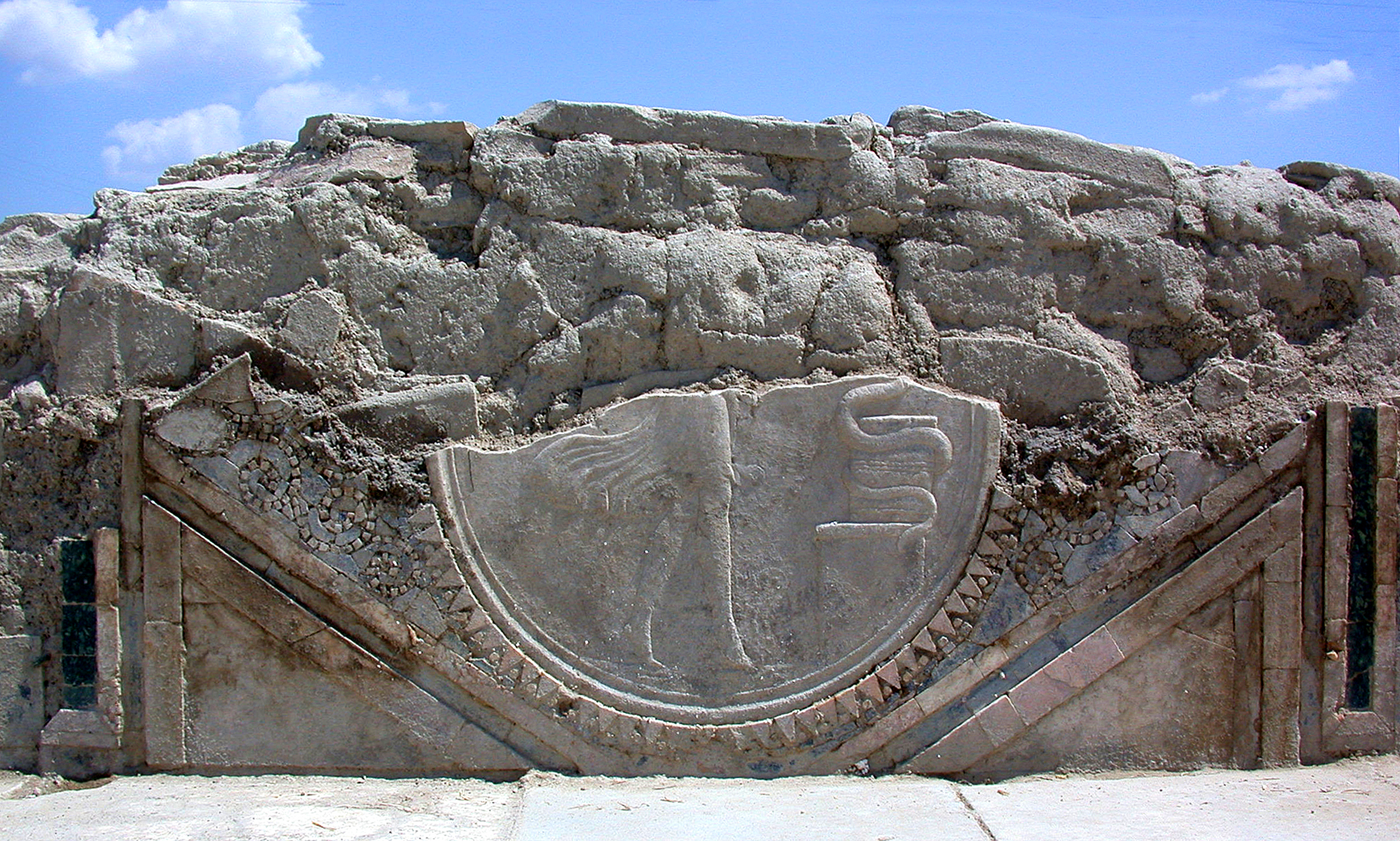
Particolare della fronte dello stibadium con un oscillum del I d.C. reimpiegato
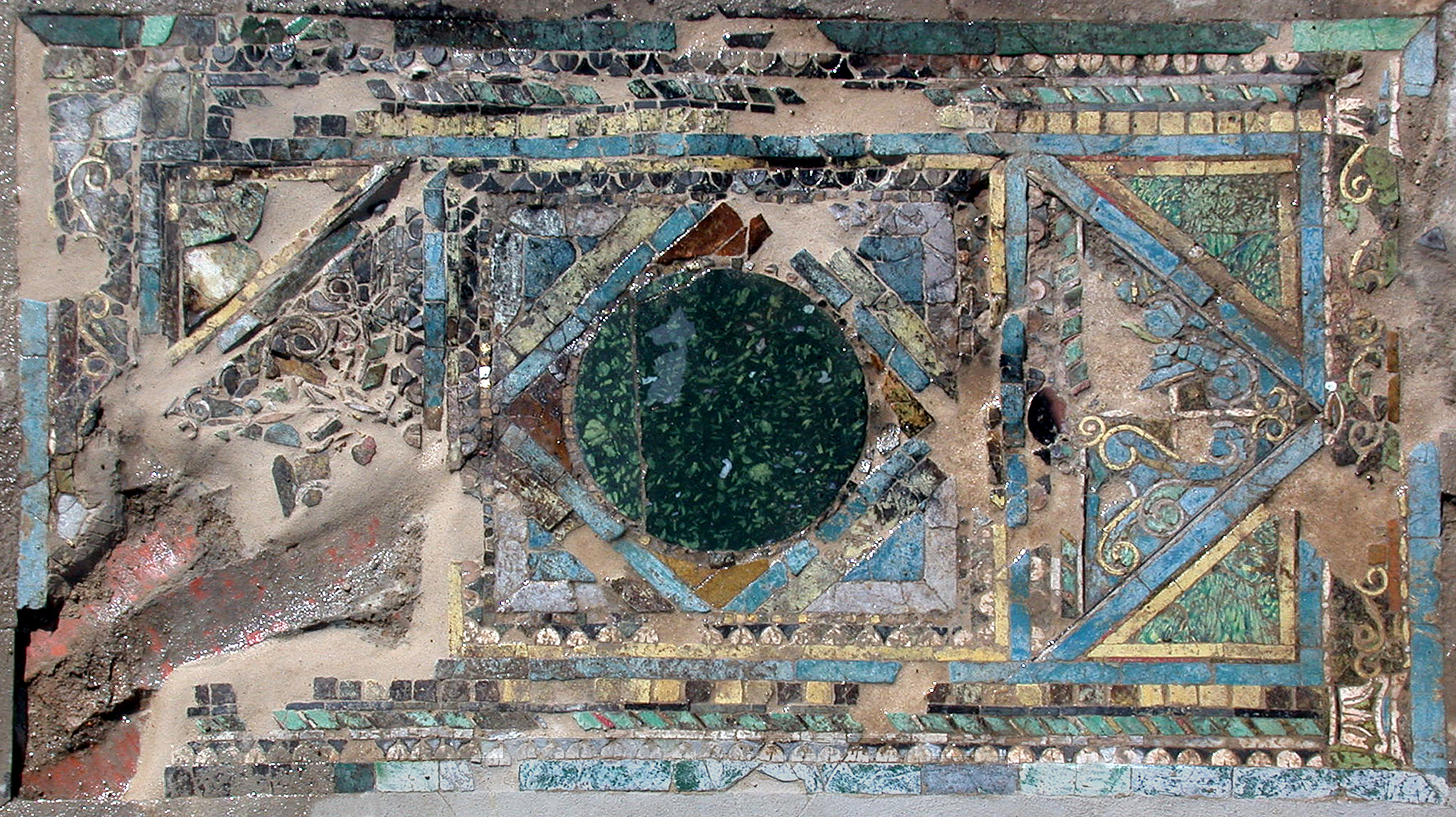
Uno dei pannelli in opus sectile posti nella pavimentazione della cenatio

#### Altri ambienti
A sud della cenatio erano posti alcuni vani utilizzati come magazzini e dispense, oltre ad una latrina. Altri vani al piano superiore erano raggiungibili mediante una scala di cui restano cospicui resti.
A nord della cenatio è stato rinvenuto un altro blocco di ambienti, con vari spazi di servizio al piano terra (cucine, magazzini) e verosimilmente residenze al primo piano, secondo un modello edilizio tipico dell'epoca tardoantica.
Ad alcune decine di metri dalla cenatio si collocava un edificio di grandi dimensioni, interpretabile forse come un horreum, un grande magazzino granario.

### La fase altomedievale
Molto importante anche la fase altomedievale, dopo la fine della villa, quando furono realizzati sia nuovi ambienti residenziali e strutture produttive (fornaci, vasche di decantazione dell'argilla, fosse per la fusione di metalli, ecc.), sia furono riutilizzati gli ambienti della precedente villa, e capanne lignee disposte nell'area della antica villa. La fase altomedievale si articolò di un due momenti con caratteri distinti, rispettivamente nel VII e nell'VIII secolo d.C. Sulla base di vari indizi, si ritiene che possa trattarsi di una azienda agricola (curtis) appartenente alle proprietà fiscali beneventane.

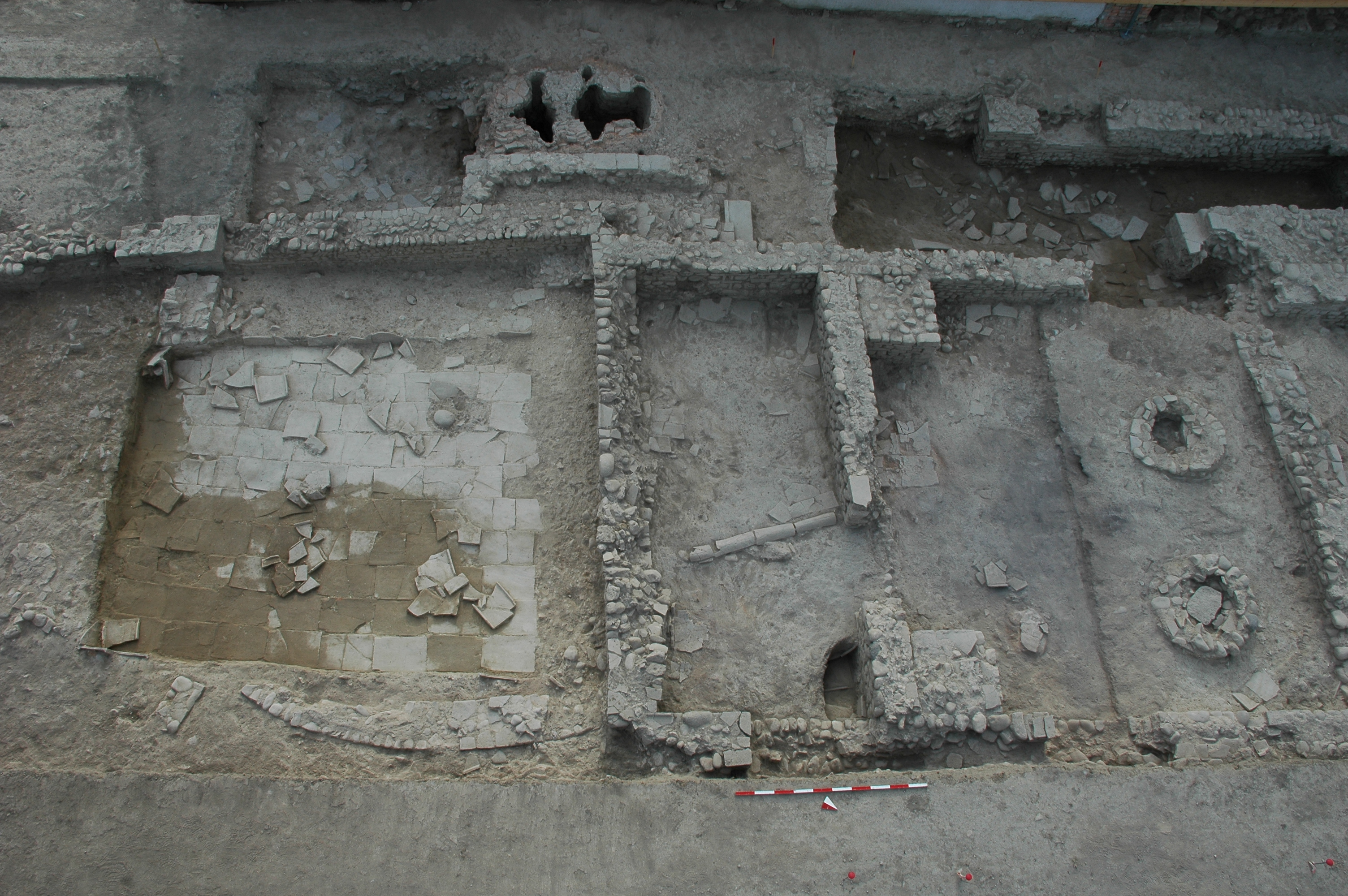
Alcuni ambienti e strutture produttive del sito di Faragola durante l’Alto Medioevo.
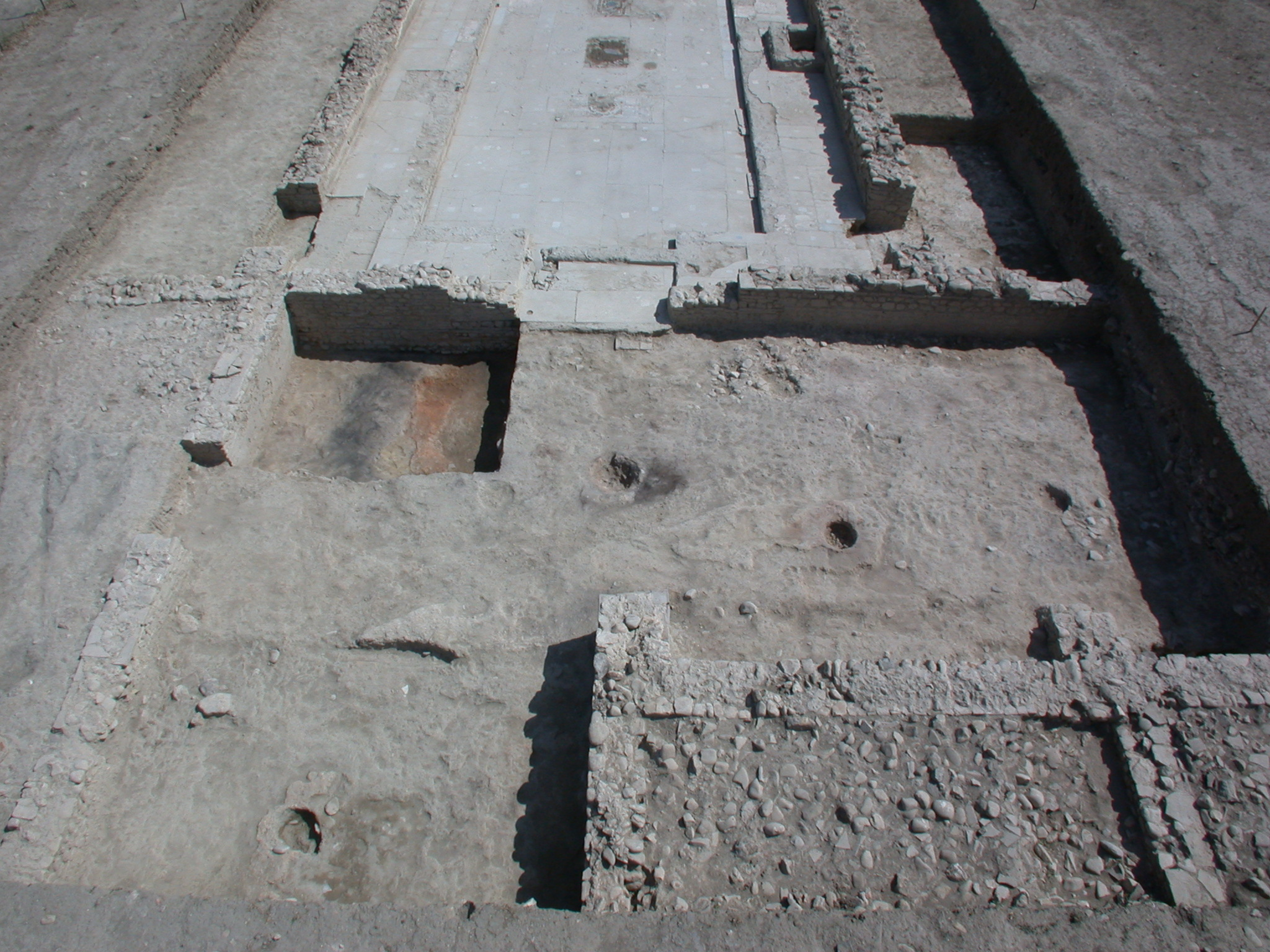
Alcuni ambienti e strutture produttive del sito di Faragola durante l’Alto Medioevo.

## Galleria d'immagini

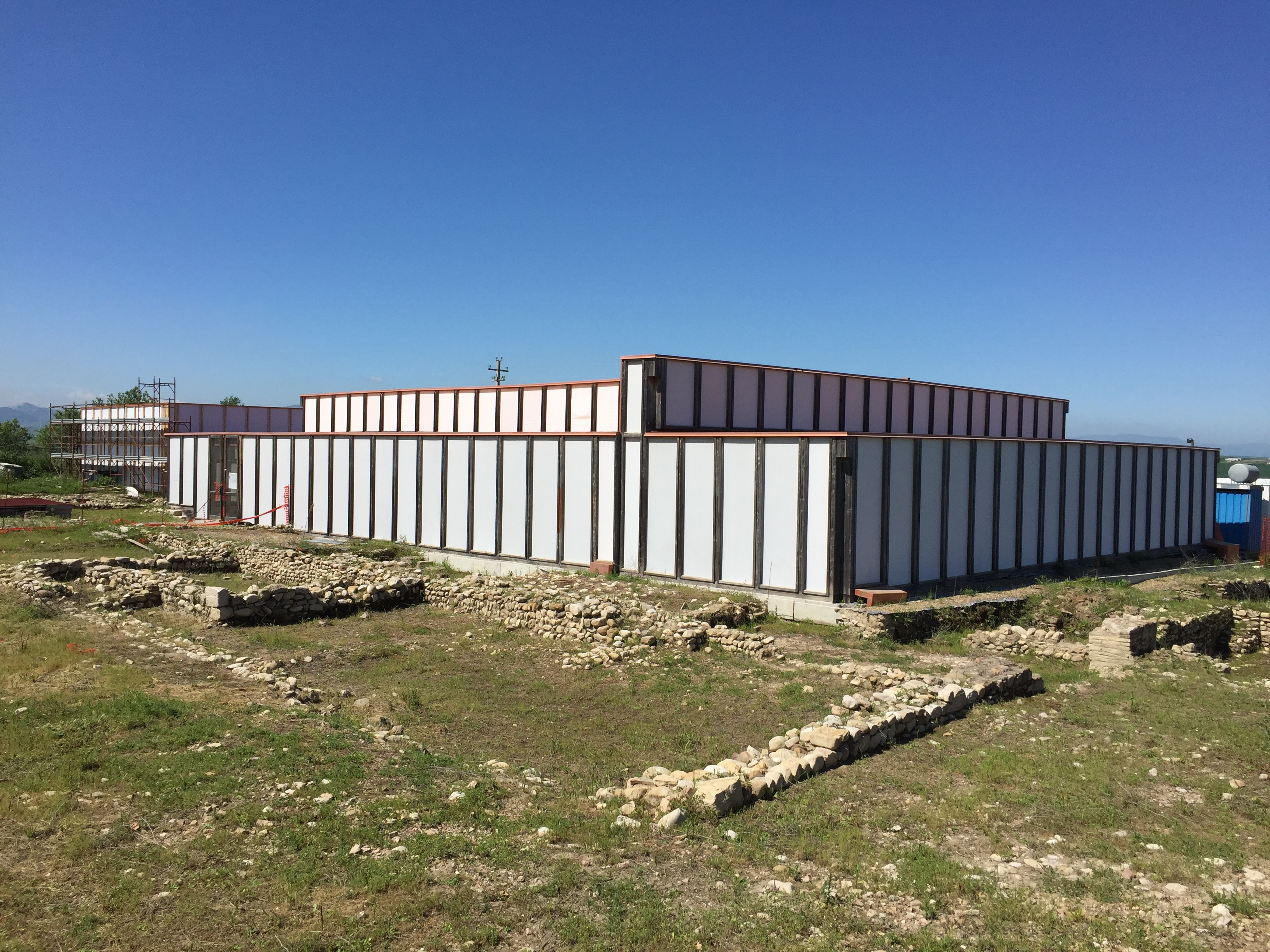
La struttura della villa musealizzata
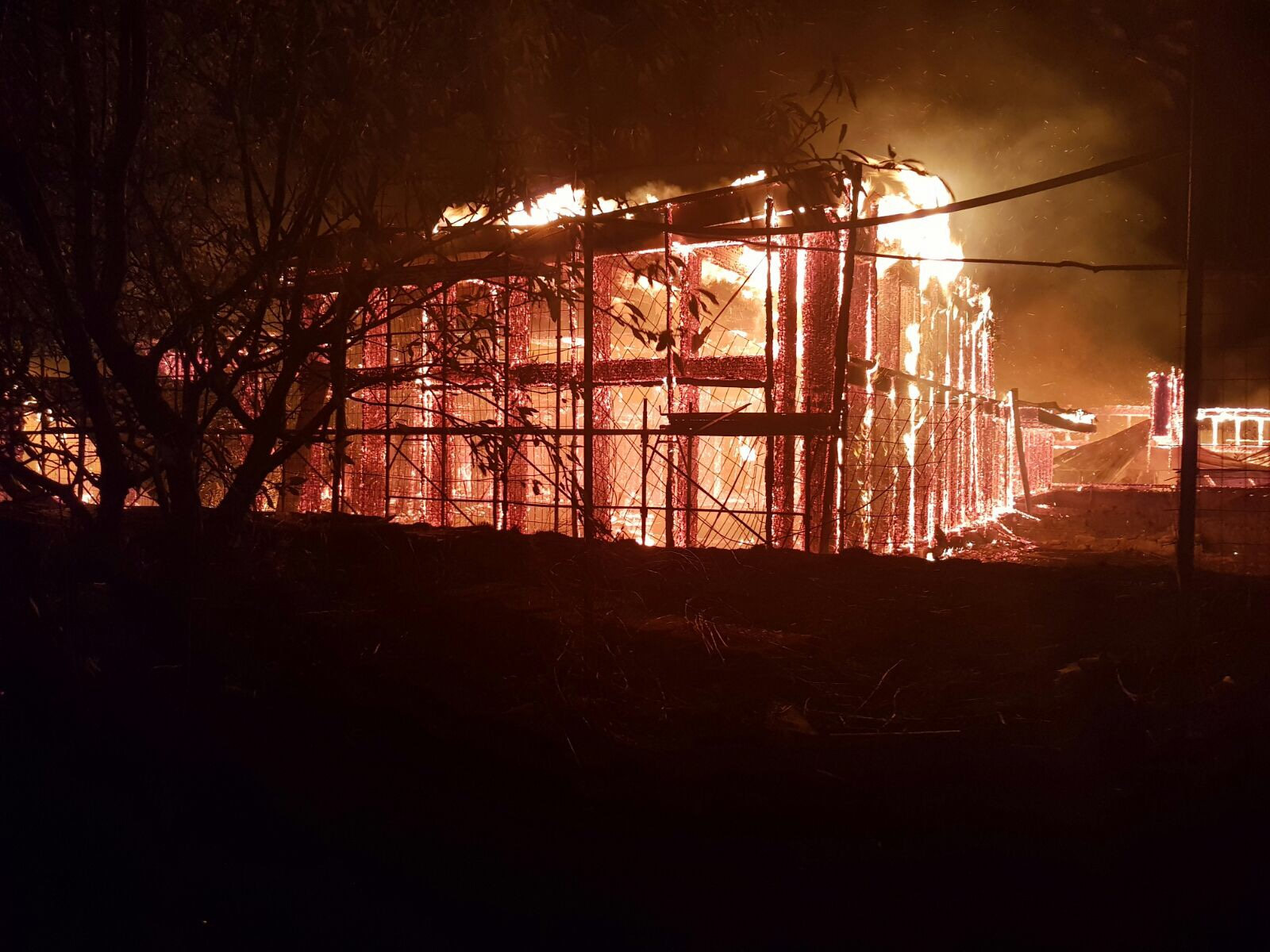
Il rogo del 2017